# 飞天夜叉
飞天夜叉也叫飞行夜叉，是指飞行空中的夜叉。佛教的恶鬼的一种。记载于明沈德符《野获编·鬼怪·食人》、《楞严经》卷八、宋·洪迈《夷坚甲志·飞天夜叉》、唐·李绰《尚书故实》
在唐窺基《法華經玄贊》卷二:「夜叉，此云勇健，飛騰空中。」故也說「飛天夜叉」。《博异传》也叫《博异志》里，另外记载『勿藏，此非人，乃飛天夜叉也。也指久了会飞的僵尸。此外《骷髅三种》中也提到類似殭屍但僅存骨骸的三種作祟之屍體。不化骨：人死後身體某些部位因為精神灌注而使其部位屍骨不化，所謂精神灌注就比如扛米工人因為一直用肩膀出力，他死了之後可能其肩膀附近就都不會腐化，而肩膀不化的部位就叫做不化骨，而不化骨若是之後得了日月精氣就會作祟。伏屍：千年不朽的屍體，無法移動，可以說是完整全屍的不化骨，久了之後得日月精華就會逐漸化為游屍。而《岣嶁神書》云：「老蛤能辟伏屍。」遊屍：會隨著月氣因時節移動，居無定所，久了之後更會化為飛行夜叉。

## 文学引用
《水滸傳》的丘小乙綽號是「飛天夜叉」。

## 参看
中国妖怪列表